# Luminiscens

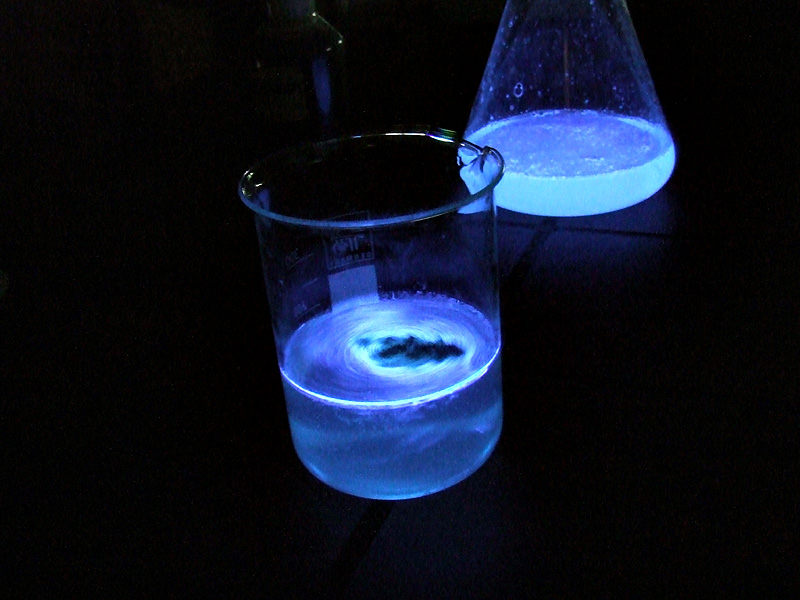
Kemoluminiscens av luminol katalyserad av hemoglobin.

Luminiscens, kallt ljus, ljusutveckling från kroppar med låg temperatur till skillnad från värmestrålning, eller elektromagnetisk strålning vid höga temperaturer. Fenomenet uppträder i material, organismer och ämnens fasförändringar med den gemensamma egenskapen att sända ut (emittera) ljus vid låga temperaturer.

## Fosforescens

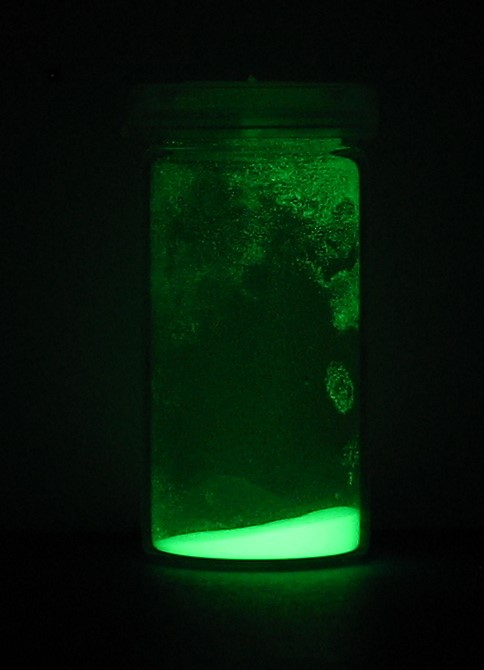
Fosforescens

Materials förmåga att utsända ljus efter de har blivit belysta. Används på vissa urtavlor eller i brandskyddsskyltar. Material med denna egenskap är svavelföreningar med kalcium, barium och strontium. Även materialen (sibirisk) topas, krita, kalciumfosfat, aragonit (fosforescera) uppvisar samma fenomen men i lägre intensitet (brytbarhet). Det utsöndrade ljuset har mindre intensitet än belysningen och lystiden är i vissa fall mycket kort. Med hjälp av Becquerels fosforoskop kan fosforescenstidens (lystidens) längd bestämmas.

## Fluorescens
Materials förmåga att absorbera strålning med vissa våglängder och sedan emittera ljus med annan våglängd. Det fluorescerande materialet absorberar ofta ultraviolett ljus och avger ljus med längre våglängd, synligt ljus, i stället för att förvandla detta till värme. Tsvets fluoroskop kan användas för att undersöka materials fluorescens. Material med stor fluorescensverkan är kininsulfat och fluorescein.

## Fotoluminiscens
Fosforescens och fluorescens benämns ofta fotoluminiscens.

## Termoluminiscens
Materials förmåga att lysa vid svag uppvärmning, men inte vid fortsatt upphettning. Exempelvis diamant och flusspat och keramik.

## Triboluminiscens
Materials förmåga att lysa vid gnidning (av grek. tribein "gnida") eller då det sönderbryts. Om två porslins- eller glasbitar gnids mot varandra kan man i mörker se att ett rödaktigt ljus emitteras vid beröringsstället. Samma fenomen uppstår om experimentet görs under vatten, d.v.s. vid låga temperaturer. Även sackaros har denna egenskap. Om man gnider två sockerbitar mot varandra, eller hackar sönder dem i en mortel, kan ljusutveckling iakttas.

## Kemoluminiscens
Ljusutveckling under kemiska reaktioner. Hit hör fosfors lysande i mörker, samt den ljusutveckling som kan iakttas när kalium och natrium skärs sönder i luft. Ljuset är ofta för svagt att observeras med ögat, men kan mätas med instrument.
En ljusstav fungerar genom att två vätskor blandas inne i staven, med en ljusproducerande kemisk reaktion till följd.
Luminol används inom kriminalteknik för att påvisa blodspår. I kontakt med hemoglobin avger luminol ett blått ljus, som är för svagt för att ses med blotta ögat, men kan fångas genom fotografering.

## Bioluminiscens

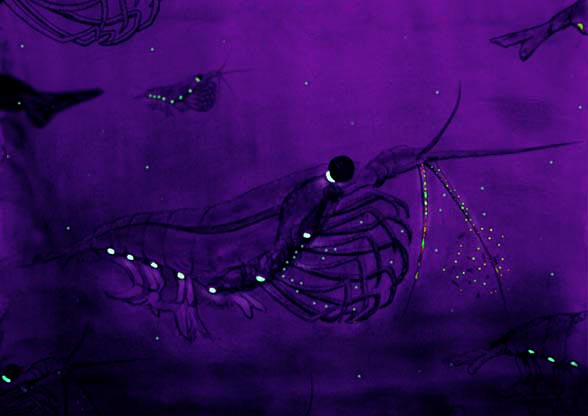
Krill är vanligt förekommande biolumiscenta kräftdjur i haven.

Ljusutveckling från levande organismer. Fenomenet finns hos flera organismgrupper som fiskar, insekter, kräftdjur, blötdjur (huvudsakligen bläckfiskar), kammaneter, svampar, dinoflagellater, bakterier med flera.  Mer kända exempel är ljusutveckling från skalbaggar (lysmaskar och eldflugor) och mareld som åstadkommes av plankton (huvudsakligen dinoflagellater). I allmänhet är ljuset blått/grönt eller gult/vitt, sällan rött.

## Kristalloluminiscens
Ämnens egenskaper att lysa under vissa fasändringar (kristallisationsögonblick). Exempel inkluderar natriumfluorid, kaliumsulfid och natriumsulfid.

## Elektroluminiscens
Man talar om elektroluminiscens när material lyser till följd av elektrisk ström. Till exempel har gaser egenskapen att lysa då de utsätts för elektriska urladdningar. Under vissa omständigheter kan lysutvecklingen fortlöpa efter att urladdningen har upphört.

## Sonoluminiscens
Sonoluminescens kan uppstå i en vätska, när imploderande gasbubblor exciterats med ultraljud och sänder ut korta ljuspulser.